# Буркун пісковий
Буркун пісковий, буркун піщаний (Melilotus arenarius) — вид квіткових рослин з родини бобових (Fabaceae).

## Морфологічна характеристика
Багаторічник 1–2 метри заввишки. Китиці нещільні, малоквіткові. Квітки світло-жовті, ароматні, 5–6 мм завдовжки. Боби яйцеподібні, загострені, сітчасто-зморшкуваті, голі, 6–7 мм завдовжки.

## Поширення
Росте у Європі (Румунія, Україна).
В Україні вид росте на піщаних місцях, дюнах, літоралі Чорного моря — на крайньому заході Степу (Одеська обл., Кілійська дельта Дуна, коса Східна; Татарбунарський р-н, с. Приморське).